# Petrușeni, Rîșcani
Petrușeni este un sat din raionul Rîșcani, Republica Moldova.

## Demografie

### Structura etnică
Structura etnică a satului conform recensământului populației din 2004:
| Grup etnic         | Populație | % Procentaj |
| ------------------ | --------- | ----------- |
| Moldoveni / Români | 1166      | 96,12%      |
| Ucraineni          | 33        | 2,72%       |
| Ruși               | 12        | 0,99%       |
| Bulgari            | 1         | 0,08%       |
| Alții              | 1         | 0,08%       |
| Total              | 1213      | 100%        |

## Administrație și politică
Componența Consiliului local Petrușeni (9 consilieri), ales la 5 noiembrie 2023, este următoarea:
|  | Partid                                       | Consilieri | Componență | Componență | Componență | Componență |
|  | -------------------------------------------- | ---------- | ---------- | ---------- | ---------- | ---------- |
|  | Partidul Socialiștilor din Republica Moldova | 4          |            |            |            |            |
|  | Partidul Social Democrat European            | 3          |            |            |            |            |
|  | Partidul Acțiune și Solidaritate             | 2          |            |            |            |            |